# Saint-Quentin-la-Motte-Croix-au-Bailly
Pour les articles homonymes, voir Saint-Quentin (homonymie).
Saint-Quentin-la-Motte-Croix-au-Bailly est une commune française située dans le département de la Somme, en région Hauts-de-France.
Depuis juillet 2020, la commune fait partie du parc naturel régional Baie de Somme - Picardie maritime.

## Géographie

### Localisation
Saint-Quentin-la-Motte-Croix-au-Bailly est un bourg picard du Vimeu proche de la Normandie.
Limitrophe d'Eu et de Mers-les-Bains, la localité est située à 7 km au sud-ouest de Friville-Escarbotin, 28 km au sud-ouest d'Abbeville, 31 km au nord-est de Dieppe et à 64 km au nord-ouest d'Amiens à vol d'oiseau.
Le territoire de la commune est limitrophe de ceux de neuf communes.
Les communes limitrophes sont  Allenay, Ault, Béthencourt-sur-Mer, Eu, Friaucourt, Mers-les-Bains, Méneslies, Oust-Marest et Ponts-et-Marais.

### Géologie et relief
Il se structure sur un relief fortement marqué par le « val de Gland » qui oriente majoritairement les pentes vers la vallée de la Bresle et les trois villes sœurs du Tréport, d'Eu et de Mers-les-Bains.

### Hydrographie
La commune est traversée par la ligne de partage des eaux entre les bassins hydrographiques Artois-Picardie et Seine-Normandie. Elle n'est drainée par aucun cours d'eau.

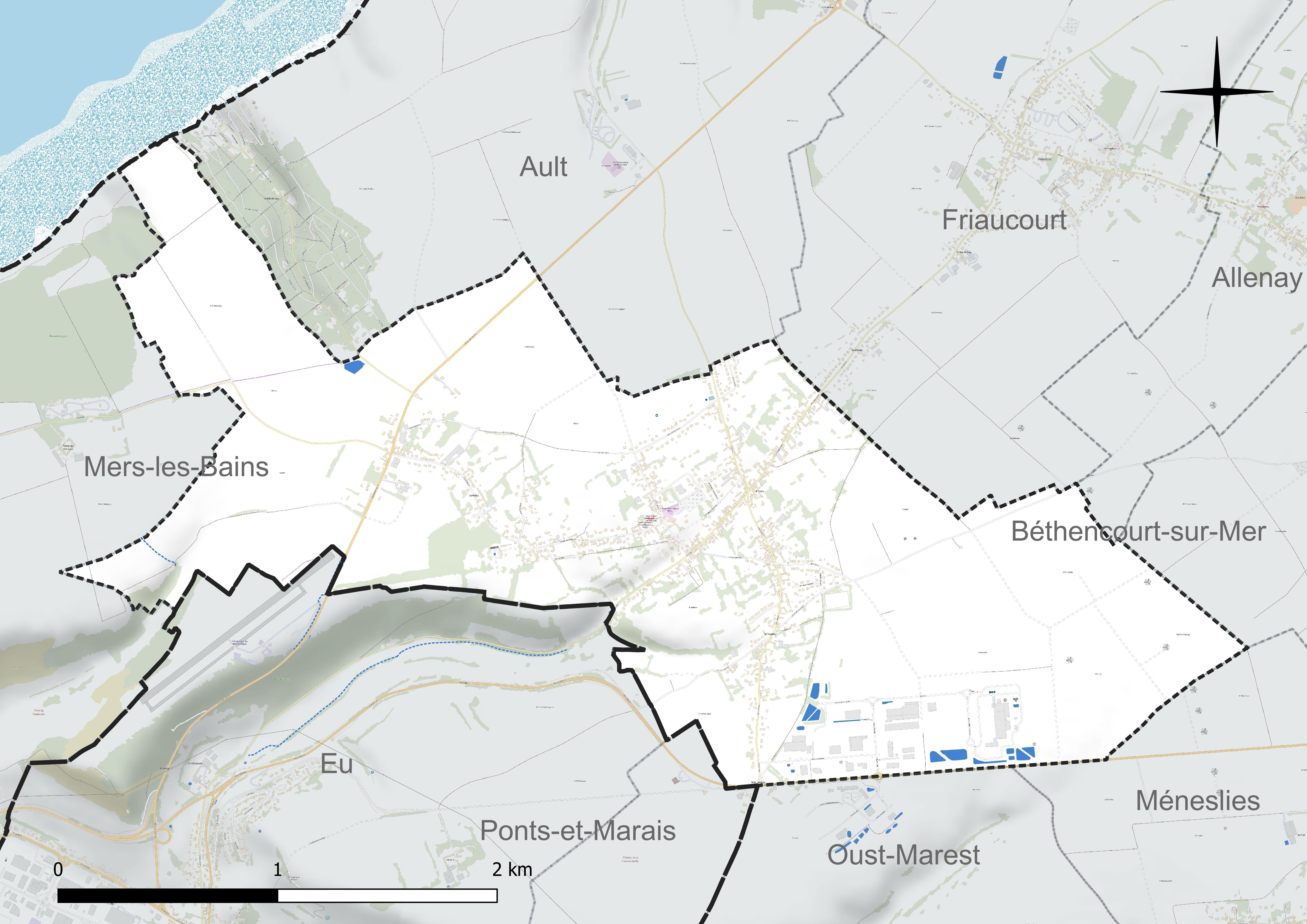
Réseau hydrographique de Saint-Quentin-la-Motte-Croix-au-Bailly.

### Climat
Pour des articles plus généraux, voir Climat des Hauts-de-France et Climat de la Somme.
En 2010, le climat de la commune est de type climat océanique franc, selon une étude du CNRS s'appuyant sur une série de données couvrant la période 1971-2000. En 2020, Météo-France publie une typologie des climats de la France métropolitaine dans laquelle la commune est exposée à un climat océanique et est dans la région climatique Côtes de la Manche orientale, caractérisée par un faible ensoleillement (1 550 h/an) ; forte humidité de l'air (plus de 20 h/jour avec humidité relative > 80 % en hiver), vents forts fréquents.
Pour la période 1971-2000, la température annuelle moyenne est de 10,4 °C, avec une amplitude thermique annuelle de 13,1 °C. Le cumul annuel moyen de précipitations est de 787 mm, avec 13,4 jours de précipitations en janvier et 8,5 jours en juillet. Pour la période 1991-2020, la température moyenne annuelle observée sur la station météorologique la plus proche, située sur la commune de Cayeux-sur-Mer à 12 km à vol d'oiseau, est de 11,4 °C et le cumul annuel moyen de précipitations est de 761,1 mm,. Pour l'avenir, les paramètres climatiques de la commune estimés pour 2050 selon différents scénarios d'émission de gaz à effet de serre sont consultables sur un site dédié publié par Météo-France en novembre 2022.

## Urbanisme

### Typologie
Au 1er janvier 2024, Saint-Quentin-la-Motte-Croix-au-Bailly est catégorisée petite ville, selon la nouvelle grille communale de densité à sept niveaux définie par l'Insee en 2022.
Elle est située hors unité urbaine. Par ailleurs la commune fait partie de l'aire d'attraction de Friville-Escarbotin, dont elle est une commune du pôle principal,. Cette aire, qui regroupe 33 communes, est catégorisée dans les aires de moins de 50 000 habitants,.
La commune, bordée par la Manche, est également une commune littorale au sens de la loi du 3 janvier 1986, dite loi littoral. Des dispositions spécifiques d'urbanisme s'y appliquent dès lors afin de préserver les espaces naturels, les sites, les paysages et l'équilibre écologique du littoral, tel le principe d'inconstructibilité, en dehors des espaces urbanisés, sur la bande littorale des 100 mètres, ou plus si le plan local d'urbanisme le prévoit.

### Occupation des sols
L'occupation des sols de la commune, telle qu'elle ressort de la base de données européenne d'occupation biophysique des sols Corine Land Cover (CLC), est marquée par l'importance des territoires agricoles (76,2 % en 2018), en diminution par rapport à 1990 (85,5 %). La répartition détaillée en 2018 est la suivante : 
terres arables (58,1 %), prairies (17,6 %), zones urbanisées (16 %), zones industrielles ou commerciales et réseaux de communication (7,1 %), forêts (0,8 %), zones agricoles hétérogènes (0,6 %). L'évolution de l'occupation des sols de la commune et de ses infrastructures peut être observée sur les différentes représentations cartographiques du territoire : la carte de Cassini (XVIIIe siècle), la carte d'état-major (1820-1866) et les cartes ou photos aériennes de l'IGN pour la période actuelle (1950 à aujourd'hui).

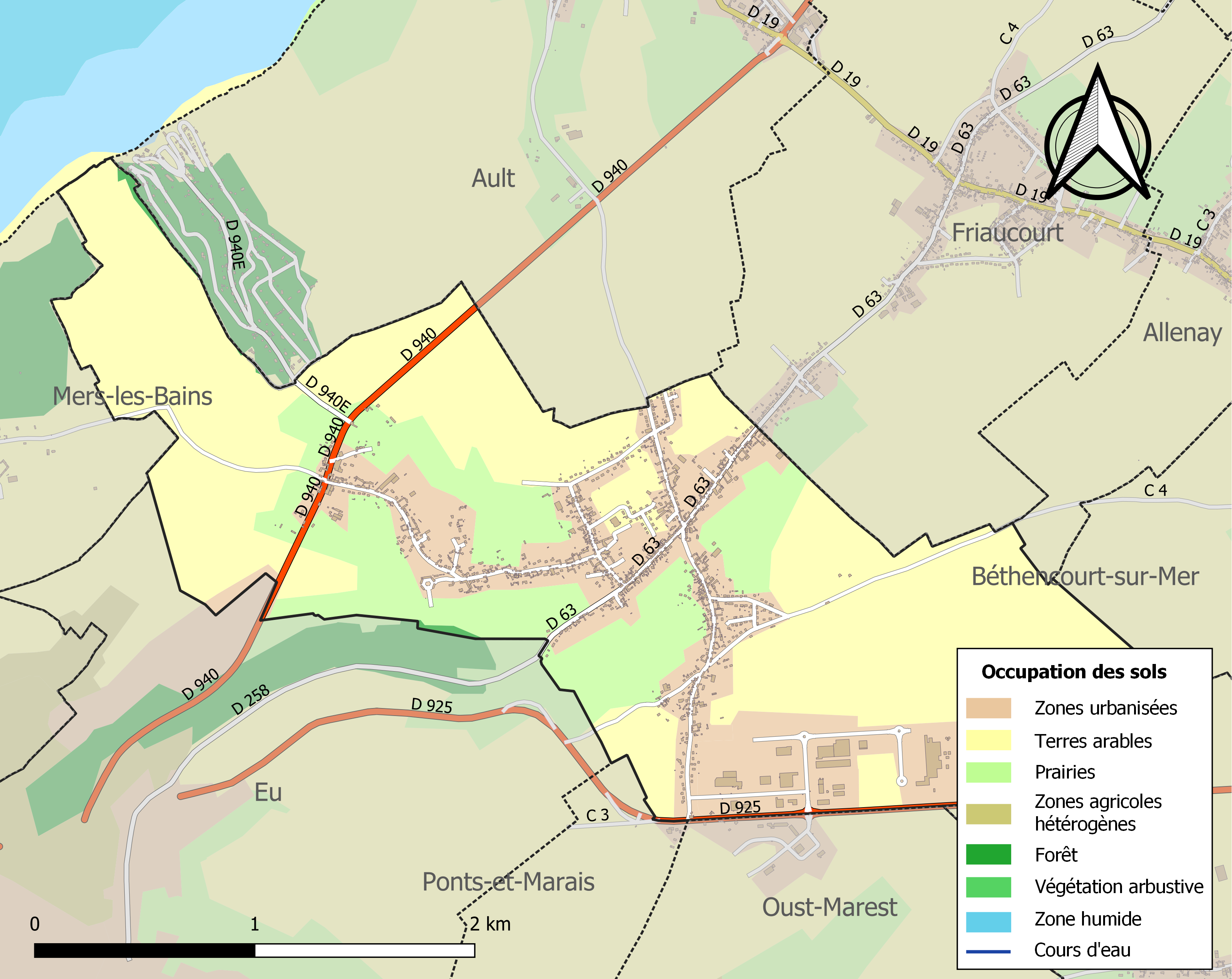
Carte des infrastructures et de l'occupation des sols de la commune en 2018 (CLC).

### Habitat et logement
En 2018, le nombre total de logements dans la commune était de 642, alors qu'il était de 594 en 2013 et de 582 en 2008.
Parmi ces logements, 86 % étaient des résidences principales, 8,3 % des résidences secondaires et 5,7 % des logements vacants. Ces logements étaient pour 96,6 % d'entre eux des maisons individuelles et pour 2,9 % des appartements.
Le tableau ci-dessous présente la typologie des logements à Saint-Quentin-la-Motte-Croix-au-Bailly en 2018 en comparaison avec celle de la Somme et de la France entière. Une caractéristique marquante du parc de logements est ainsi une proportion de résidences secondaires et logements occasionnels (8,3 %) supérieure à celle du département (8,3 %) et à celle de la France entière (9,7 %). Concernant le statut d'occupation de ces logements, 83,9 % des habitants de la commune sont propriétaires de leur logement (83,1 % en 2013), contre 60,3 % pour la Somme et 57,5 pour la France entière.
| Typologie                                               | Saint-Quentin-la-Motte-Croix-au-Bailly | Somme | France entière |
| ------------------------------------------------------- | -------------------------------------- | ----- | -------------- |
| Résidences principales (en %)                           | 86                                     | 83,3  | 82,1           |
| Résidences secondaires et logements occasionnels (en %) | 8,3                                    | 8,3   | 9,7            |
| Logements vacants (en %)                                | 5,7                                    | 8,4   | 8,2            |

### Voies de communication et transports
La commune est traversée par deux anciennes routes nationales : les ex-RN 25 et RN 40 (actuelles RD 925 et 940).
En 2019, la localité est desservie par la ligne d'autocars no 2 (Mers-les-Bains - Friville - Abbeville) du réseau Trans'80, Hauts-de-France, chaque jour de la semaine sauf le dimanche et les jours fériés.

## Toponymie
Trois hameaux, la Croix, la Motte et  Saint-Quentin ont donné leur nom au village actuel.

La-Motte, attesté sous les formes La Motte (1310) ; La Motte (1733) ; La Motte Croix au Bailly (1766) ; La Motte (1836) ; Lamotte (1840), était un ancien fief qui dépendait de Saint-Quentin-la-Motte-Croix-au-Bailly.
Le nom de la localité est attesté sous les formes Crux (831) ; Crux baillivi (1284) ; S. Quintinus super Augum (1301) ; Cruaux (1492) ; Croix au bailly (1646) ; La Croix au bailly (1657) ; S. Quentin (1710) ; La Croix (177.) ; La Motte Croix au Bailly (1728) ; Motte la Croix au bailly (1764) ; La Croix à Bailly (1764) ; S. Quentin-Motte-Croix-au-Bailly (1801) ; Motte Croix au bailly S. Quentin (1824) ; La Motte Croix au bailly S. Quentin (1826) ; S. Quentin-Lamotte et Croix-au-bailly (1840).
Durant la Révolution française, la commune est créée sous le nom de Croix-au-Bailly.

## Histoire

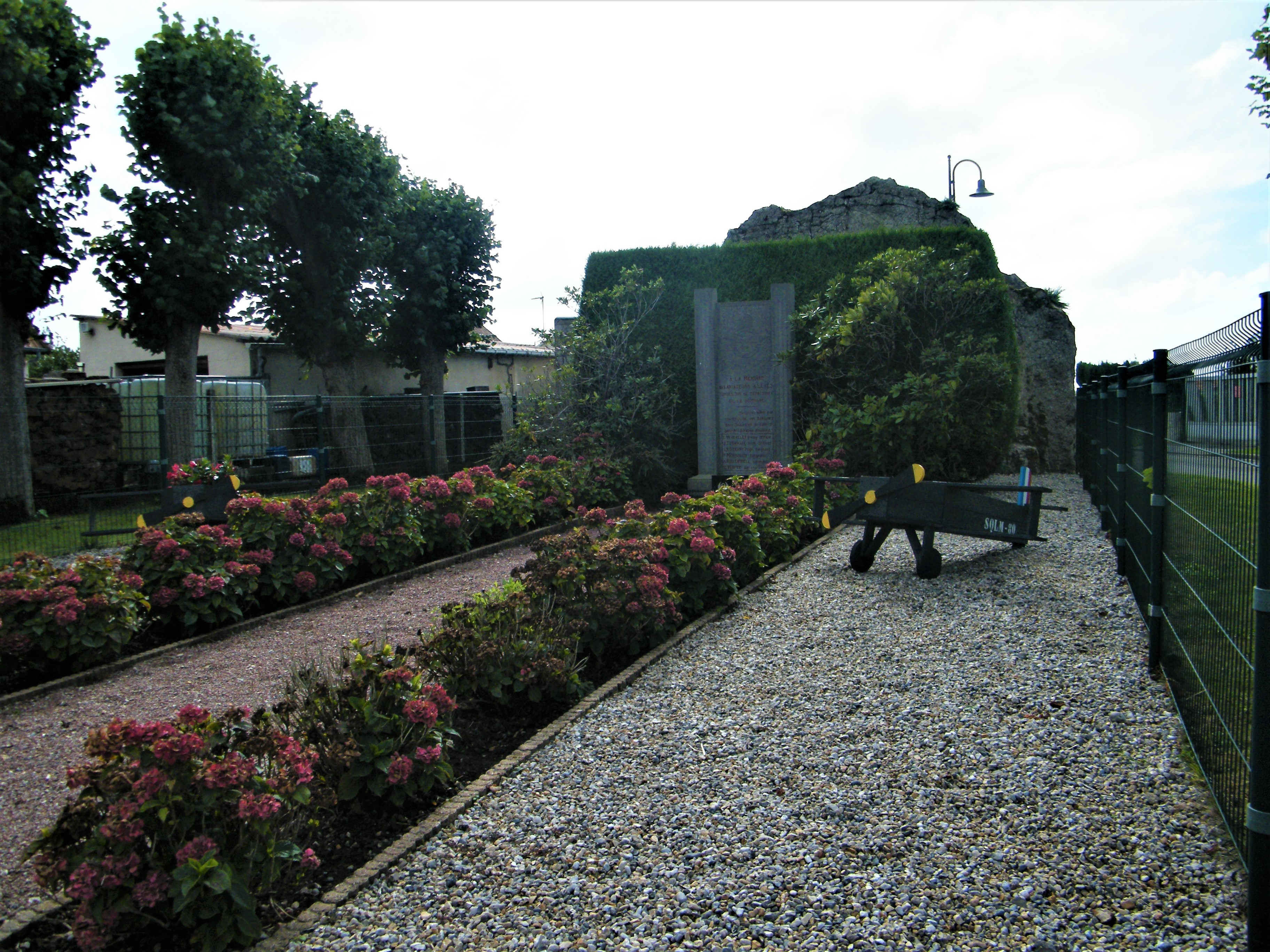
Stèle aux six aviateurs abattus au-dessus de Saint-Quentin.

Le fief de Saint-Quentin, appartenant au prieuré d'Eu, finit par passer au fief de La Motte. Les seigneuries de La Motte et de La Croix subsisteront jusqu'à la Révolution. En 1792, château et domaine, déclarés « bien national », sont vendus à René Le Prestre de Chateaugiron.

### Seconde Guerre mondiale
Des aviateurs alliés sont abattus par les Allemands au cours de la Seconde Guerre mondiale. Une stèle a été dressée à leur mémoire.

## Politique et administration
Rattachements administratifs
La commune se trouve  dans l'arrondissement d'Abbeville du département de la Somme.
Elle faisait partie depuis 1793 du canton d'Ault. Dans le cadre du redécoupage cantonal de 2014 en France, cette circonscription administrative territoriale a disparu, et le canton n'est plus qu'une circonscription électorale.
Rattachements électoraux
Pour les élections départementales, la commune fait partie depuis 2014 du canton de Friville-Escarbotin
Pour l'élection des députés, elle fait partie depuis 1986 de la troisième circonscription de la Somme.

### Intercommunalité
Saint-Quentin-la-Motte-Croix-au-Bailly est membre de la communauté de communes des Villes Sœurs, un établissement public de coopération intercommunale (EPCI) à fiscalité propre créé en 2000 sous le nom de communauté de communes du Gros Jacques et qui a également porté celui de communauté de communes interrégionale de Bresle maritime.

### Liste des maires
| Période                                  | Période                   | Identité                | Étiquette | Qualité                                                                            |
| ---------------------------------------- | ------------------------- | ----------------------- | --------- | ---------------------------------------------------------------------------------- |
| Les données manquantes sont à compléter. |                           |                         |           |                                                                                    |
| avant 1981                               | mars 1983                 | Robert Gignon           |           |                                                                                    |
| mars 1983                                | mars 2008                 | Camille Marcan-Dumesnil |           | Président de la communauté de communes du Gros-Jacques (2000-2008)                 |
| mars 2008                                | En cours (au 4 juin 2022) | Raynald Boulenger       | FG        | Vice-président de la CC des Villes Sœurs (2020 → ) Réélu pour le mandat 2020-2026, |

### Tendances politiques et résultats
| Scrutin              | 1er tour | 1er tour | 1er tour | 1er tour | 1er tour | 1er tour | 1er tour | 1er tour | 1er tour | 1er tour | 1er tour | 1er tour |     | 2e tour | 2e tour | 2e tour | 2e tour | 2e tour | 2e tour | 2e tour | 2e tour | 2e tour |
| Scrutin              | 1er      | 1er      | %        | 2e       | 2e       | %        | 3e       | 3e       | %        | 4e       | 4e       | %        | 1er | 1er     | %       | 2e      | 2e      | %       | 3e      | 3e      | %       |         |
| -------------------- | -------- | -------- | -------- | -------- | -------- | -------- | -------- | -------- | -------- | -------- | -------- | -------- | --- | ------- | ------- | ------- | ------- | ------- | ------- | ------- | ------- | ------- |
| Municipales 2020     |          | DVG      | 100,00   |          |          |          |          |          |          |          |          |          |     |         |         |         |         |         |         |         |         |         |
| Départementales 2021 |          | UGE      | 31,83    |          | UCD      | 25,92    |          | RN       | 21,41    |          | DVG      | 20,85    |     | UGE     | 51,20   |         | UCD     | 48,80   |         |         |         |         |
| Régionales 2021      |          | UCD      | 39,61    |          | RN       | 23,55    |          | UGE      | 16,62    |          | LO       | 9,97     |     | UCD     | 53,58   |         | RN      | 24,64   |         | UGE     | 21,78   |         |
| Présidentielle 2022  |          | RN       | 31,06    |          | LREM     | 24,25    |          | RES      | 9,57     |          | LFI      | 9,17     |     | RN      | 57,09   |         | LREM    | 42,91   |         |         |         |         |
| Législatives 2022    |          | LR       | 33,14    |          | RN       | 29,82    |          | PCF      | 19,88    |          | LREM     | 10,14    |     | LR      | 54,67   |         | RN      | 45,33   |         |         |         |         |
| Européennes 2024     |          | RN       | 52,33    |          | RE       | 11,29    |          | PCF      | 7,53     |          | LR       | 6,09     |     |         |         |         |         |         |         |         |         |         |
| Législatives 2024    |          | RN       | 48,74    |          | LR       | 30,67    |          | PCF      | 15,55    |          | HOR      | 3,78     |     | RN      | 54,41   |         | LR      | 45,59   |         |         |         |         |

### Distinctions et labels
En novembre 2019, le village obtient le label « fleurissement remarquable » pour sa première participation au concours des villes et villages fleuris. Deux ans plus tard, en 2019, il obtient sa première fleur à ce concours et une seconde en 2023,.

### Jumelages
La commune est jumelée avec Bewerungen-Amelunxen (Allemagne).

## Équipements et services publics

### Enseignement
À la rentrée 2023-2024, la commune gère l'école Robert-Gignon, en zone B, dans l'académie d'Amiens. Cinq classes pour une petite centaine d'élèves permettent d'accueillir les enfants du village.

## Population et société

### Démographie

#### Évolution démographique
L'évolution du nombre d'habitants est connue à travers les recensements de la population effectués dans la commune depuis 1793. Pour les communes de moins de 10 000 habitants, une enquête de recensement portant sur toute la population est réalisée tous les cinq ans, les populations de référence des années intermédiaires étant quant à elles estimées par interpolation ou extrapolation. Pour la commune, le premier recensement exhaustif entrant dans le cadre du nouveau dispositif a été réalisé en 2006.

En 2022, la commune comptait 1 265 habitants, en évolution de −2,01 % par rapport à 2016 (Somme : −1,26 %, France hors Mayotte : +2,11 %).
| 1793  | 1800 | 1806  | 1821 | 1831  | 1836  | 1841  | 1846  | 1851  |
| ----- | ---- | ----- | ---- | ----- | ----- | ----- | ----- | ----- |
| 1 002 | 980  | 1 012 | 926  | 1 084 | 1 179 | 1 207 | 1 304 | 1 233 |

| 1856  | 1861  | 1866  | 1872  | 1876  | 1881  | 1886  | 1891  | 1896  |
| ----- | ----- | ----- | ----- | ----- | ----- | ----- | ----- | ----- |
| 1 250 | 1 287 | 1 317 | 1 189 | 1 205 | 1 245 | 1 318 | 1 250 | 1 252 |

| 1901  | 1906  | 1911  | 1921  | 1926  | 1931  | 1936  | 1946  | 1954  |
| ----- | ----- | ----- | ----- | ----- | ----- | ----- | ----- | ----- |
| 1 259 | 1 293 | 1 295 | 1 266 | 1 335 | 1 216 | 1 218 | 1 117 | 1 165 |

| 1962  | 1968  | 1975  | 1982  | 1990  | 1999  | 2006  | 2011  | 2016  |
| ----- | ----- | ----- | ----- | ----- | ----- | ----- | ----- | ----- |
| 1 273 | 1 256 | 1 318 | 1 292 | 1 319 | 1 310 | 1 305 | 1 327 | 1 291 |

| 2021  | 2022  | - | - | - | - | - | - | - |
| ----- | ----- | - | - | - | - | - | - | - |
| 1 270 | 1 265 | - | - | - | - | - | - | - |

#### Pyramide des âges
En 2018, le taux de personnes d'un âge inférieur à 30 ans s'élève à 29,5 %, soit en dessous de la moyenne départementale (36,4 %). À l'inverse, le taux de personnes d'âge supérieur à 60 ans est de 30,7 % la même année, alors qu'il est de 26,0 % au niveau départemental.
En 2018, la commune comptait 633 hommes pour 654 femmes, soit un taux de 50,82 % de femmes, légèrement inférieur au taux départemental (51,49 %).
Les pyramides des âges de la commune et du département s'établissent comme suit.
| Hommes | Classe d’âge | Femmes |
| ------ | ------------ | ------ |
| 0,5    | 90 ou +      | 1,6    |
| 7,4    | 75-89 ans    | 12,4   |
| 19,8   | 60-74 ans    | 19,6   |
| 23,7   | 45-59 ans    | 20,7   |
| 18,1   | 30-44 ans    | 17,2   |
| 13,9   | 15-29 ans    | 11,8   |
| 16,6   | 0-14 ans     | 16,7   |

| Hommes | Classe d’âge | Femmes |
| ------ | ------------ | ------ |
| 0,6    | 90 ou +      | 1,8    |
| 6,7    | 75-89 ans    | 9,4    |
| 17,2   | 60-74 ans    | 18,1   |
| 19,8   | 45-59 ans    | 19,1   |
| 18,2   | 30-44 ans    | 17,5   |
| 19,4   | 15-29 ans    | 18     |
| 18,2   | 0-14 ans     | 16,2   |

### Culture
- Le groupe amateur de théâtre, l'Avenir Croisien, se présente sur scène régulièrement dans Saint-Quentin-Lamotte et les alentours[42].

### Sport
- Le club de football local, l'Avenir Croisien football évolue avec une équipe au maillot vert-rouge[43].

## Économie
La zone industrielle de la communauté de communes est implantée sur le territoire communal, en bordure de la route départementale 925 (RD 925). C'est le « pôle d'activités Bresle maritime » de Saint-Quentin-Lamotte.
La nouvelle usine SGD, dédiée à l'activité pharmaceutique du groupe, entre en service en octobre 2015.
L'entreprise adaptée de la vallée de la Bresle (APVB) emploie 120 personnes handicapées en CDI ou CDD en 2019.

## Culture locale et patrimoine

### Lieux et monuments
- Église Saint-Quentin datant du XVIIe siècle[46],[47].
- Croix du Bailly du XVIe siècle[48],[49]. Le bailli Laurent Dupont (1445-1529) serait à l'origine de son existence[5].
- Château de La Motte[50],[51].
- Le monument aux morts, entre église et cimetière, fait référence aux disparus de la Première Guerre mondiale mais aussi de la guerre franco-allemande de 1870, au conflit colonial du Soudan (1870-1900), à la Seconde Guerre mondiale, aux conflits Algérie-Tunisie-Maroc et T. O. E. (1952-1962)[52].

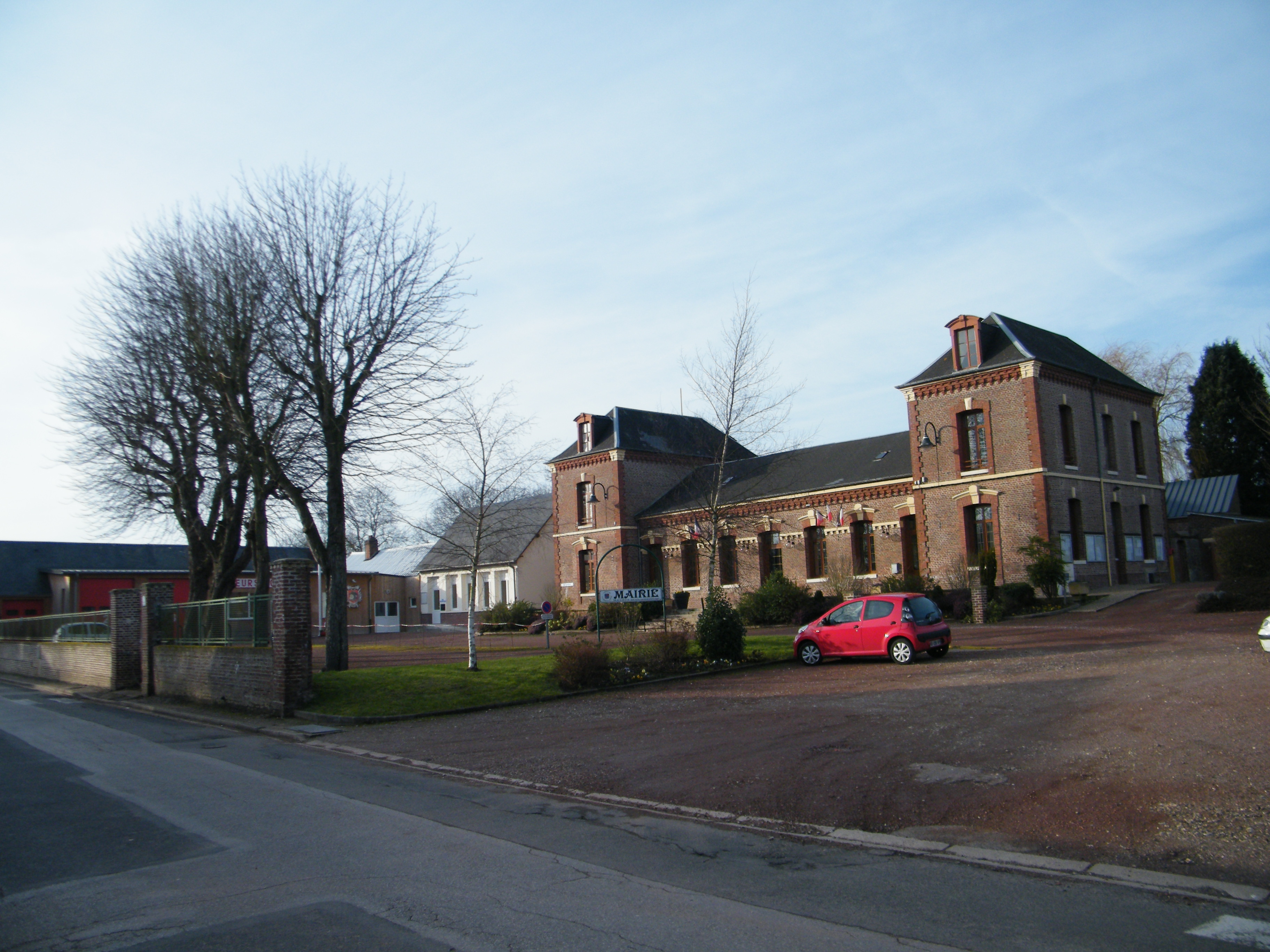
Mairie.
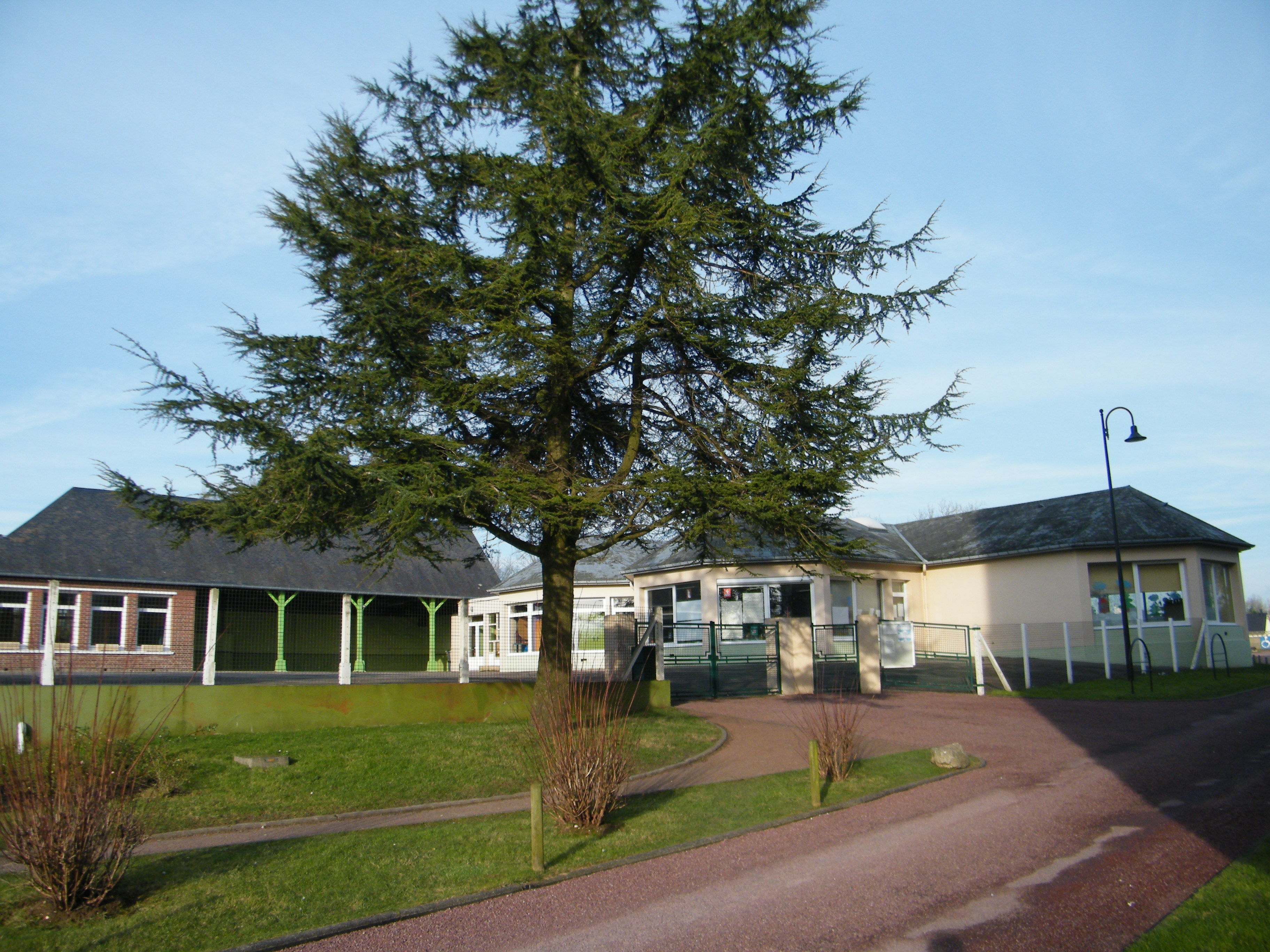
École.
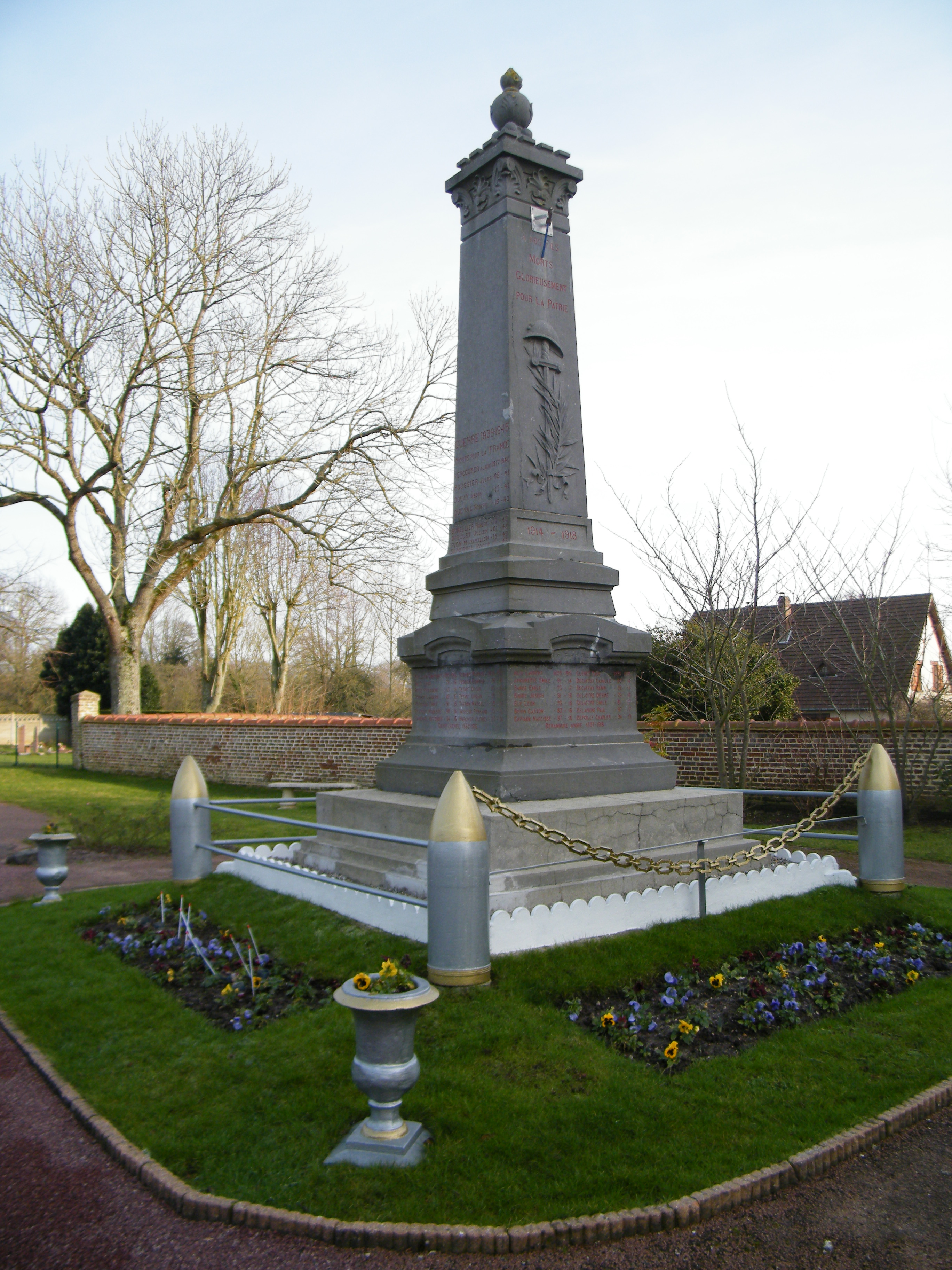
Monument aux morts.
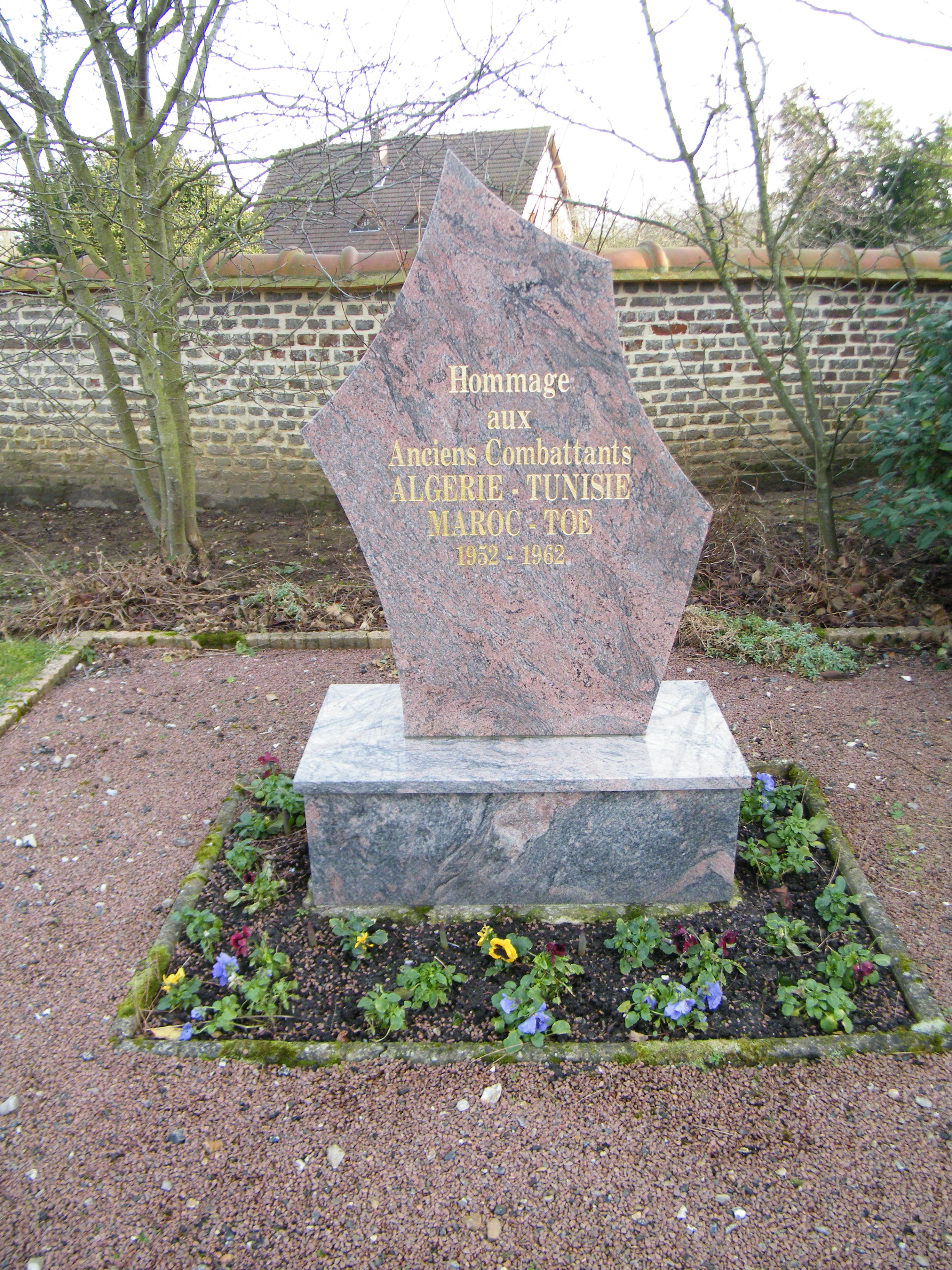
Hommage aux CATM.
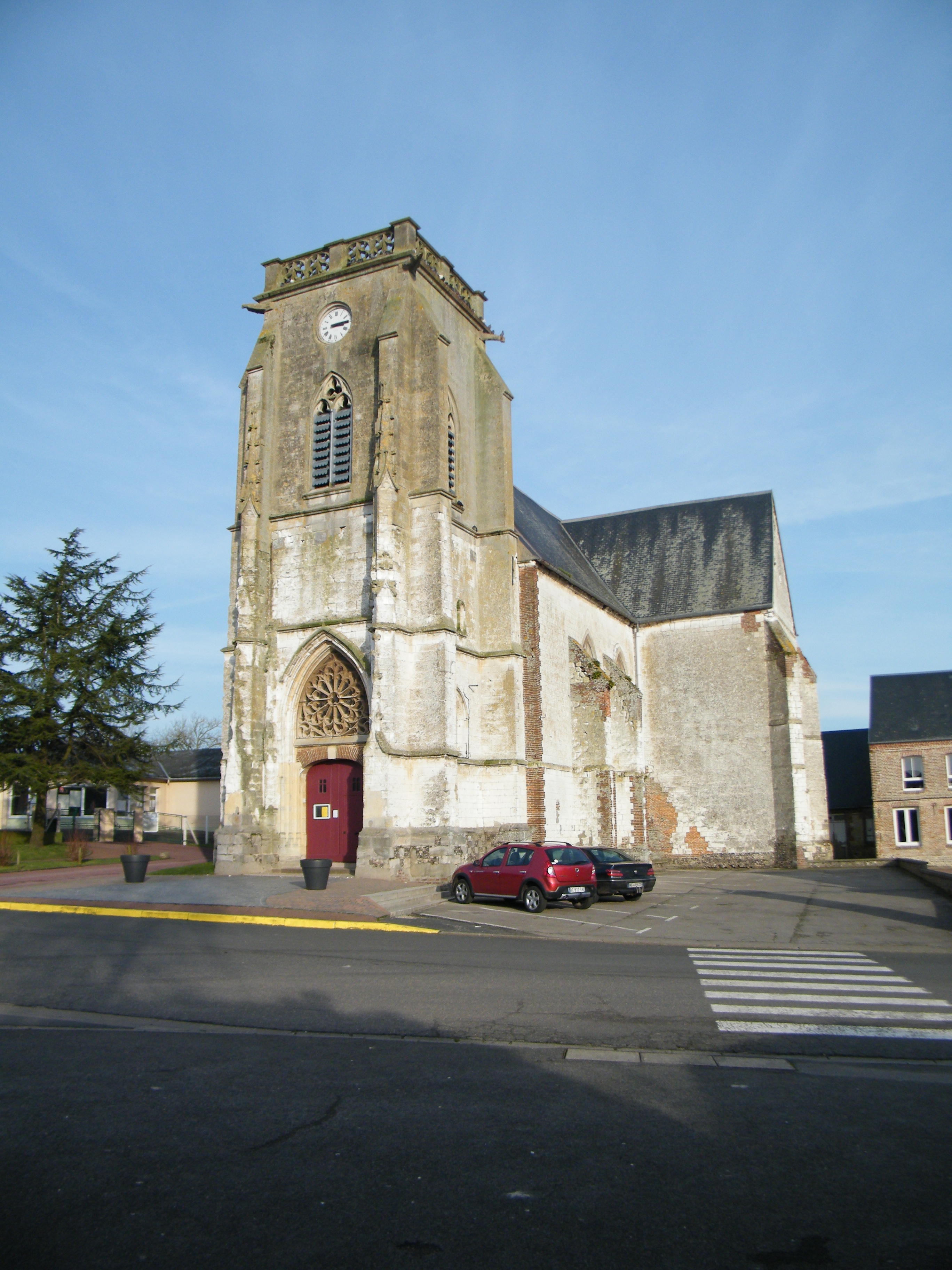
Église Saint-Quentin.
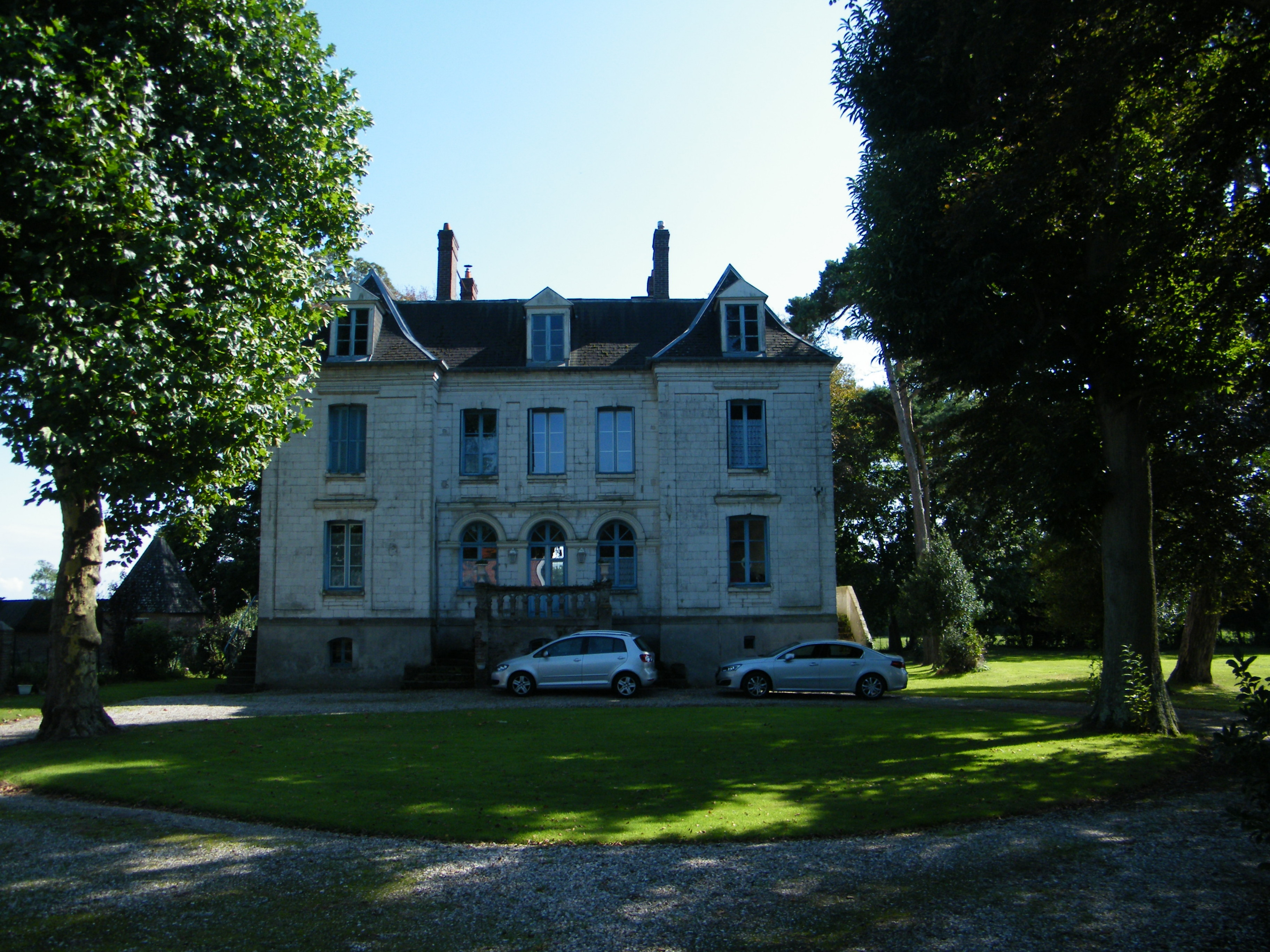
Château de La Motte.
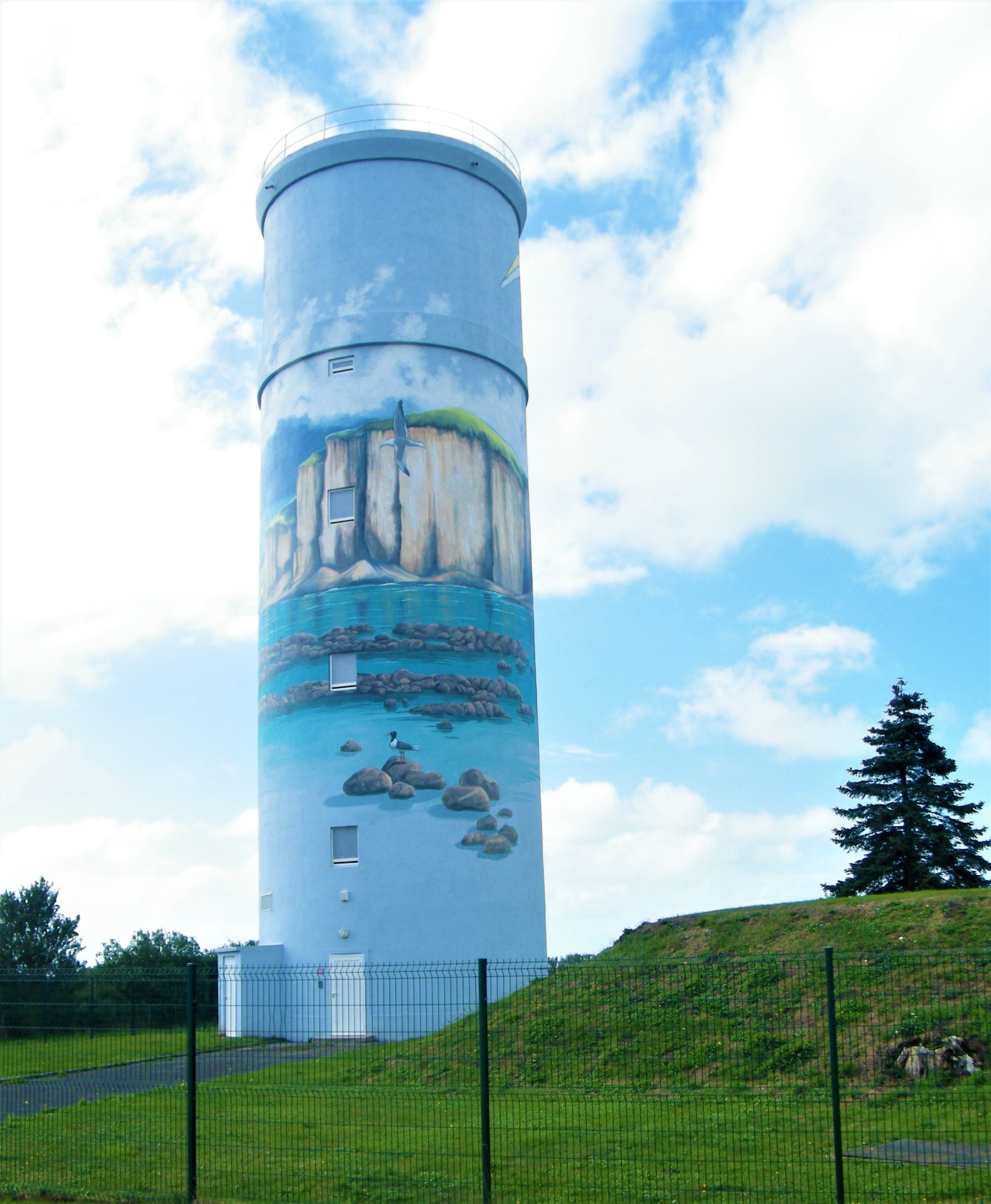
Château d'eau valorisé.

### Personnalités liées à la commune
- Michel Douay, né au village en 1914, auteur de bandes dessinées (Séraphin, Plumoo...).
- Louis-Philippe d'Orléans (1747-1793), duc de Chartres, qui prendra ensuite le nom de Philippe Égalité, fit l'acquisition du château de Saint-Quentin-la-Motte afin de l'utiliser comme un lieu de villégiature proche de la mer, commode pour ses enfants (parmi lesquels Madame Adélaïde et le futur Roi Louis-Philippe) qui y vinrent donc en vacances sous l'autorité de leur gouvernante et préceptrice Félicité de Genlis[53].
- Pierre Debroutelle (1886-1960), né à Saint-Quentin, est à l'origine des bateaux pneumatiques Zodiac[54],[55]. Une rue du village porte son nom.

### Héraldique
| Blason de Saint-Quentin-la-Motte-Croix-au-Bailly | Blason  | Écartelé : au 1er d'azur à la croix ancrée d'or, au 2e de gueules à la bande d'or, au 3e d'argent à quatre bandes de gueules, au 4e d'azur à trois fleurs de lis d'or surmontées d'un lambel d'argent. |
| Blason de Saint-Quentin-la-Motte-Croix-au-Bailly | Détails | Le blason de Saint-Quentin-Lamotte, écartelé seigneurial (De La Motte, De Torcy, De Lannoy, D'Orléans), a été présenté en 1977. Le statut officiel du blason reste à déterminer.                       |

### Limitations
En 2021, les personnes résidentes ou nées dans une commune dont le nom compte 38 caractères — comme Saint-Quentin-la-Motte-Croix-au-Bailly — ne peuvent obtenir de carte d'identité car le nom de leur commune est trop long par rapport à la place dévolue à cette information sur lesdits documents.